# Pueblo Nuevo (macrosector)
Pueblo Nuevo es un macrosector de la ciudad de Temuco, Chile. Ubicado en el noreste de la urbe, corresponde a un área residencial con fragmentos utilizados como bodegas, talleres, e infraestructura eléctrica y de transporte. Su población fue establecida allí en la década de 1950, pero recién en 2000 fue definido oficialmente por la Municipalidad de Temuco en su Plan de desarrollo comunal. Luego, en 2010, en su Diagnóstico sistémico territorial, la Municipalidad de Temuco modificó sus límites, traspasándole parte del territorio de los macrosectores Centro y Costanera del Cautín, además de los faldeos surorientales del cerro Ñielol. Un nuevo Diagnóstico territorial le devolvió, en 2014, sus bordes originales, siendo sus macrosectores limítrofes actuales Ñielol, por el oeste; Costanera del Cautín, por el este y el sureste; y el Centro, por el sur y el sureste.

## Geografía
Se ubica en la zona noreste de la ciudad de Temuco. Sus coordenadas son: 38° 43' 45" sur y 72° 34' 42" oeste.
Entre 2010 y 2014 contó con 13,59 kilómetros cuadrados de superficie, al tener parte de lo que anteriormente era territorio de los macrosectores Centro y Costanera del Cautín, con los cuales limitaba, además de los faldeos surorientales del cerro Ñielol.
En 2014, al restablecerse sus límites, quedó nuevamente con sus 11,44 kilómetros cuadrados iniciales.

### Límites
Actualmente se encuentra delimitado, por el norte, por el límite urbano de Temuco entre el río Cautín y la avenida Rudecindo Ortega, y la línea recta imaginaria que une la intersección del acceso norte con dicho límite urbano y el punto 23 de la frontera de la ciudad; por el oeste, la línea recta imaginaria que une el punto 23 con la esquina del pasaje Ñielol y el camino público proyectado como calle Orbital en el plano regulador comunal, el pasaje Ñielol, las calles Callejuela y Vicente Pérez Rosales, el canal Gibbs, y la calle General Cruz; por el sur, la calle Tucapel; y por el este, la avenida Barros Arana y su prolongación desde el parque Holanda hasta el límite urbano de Temuco.

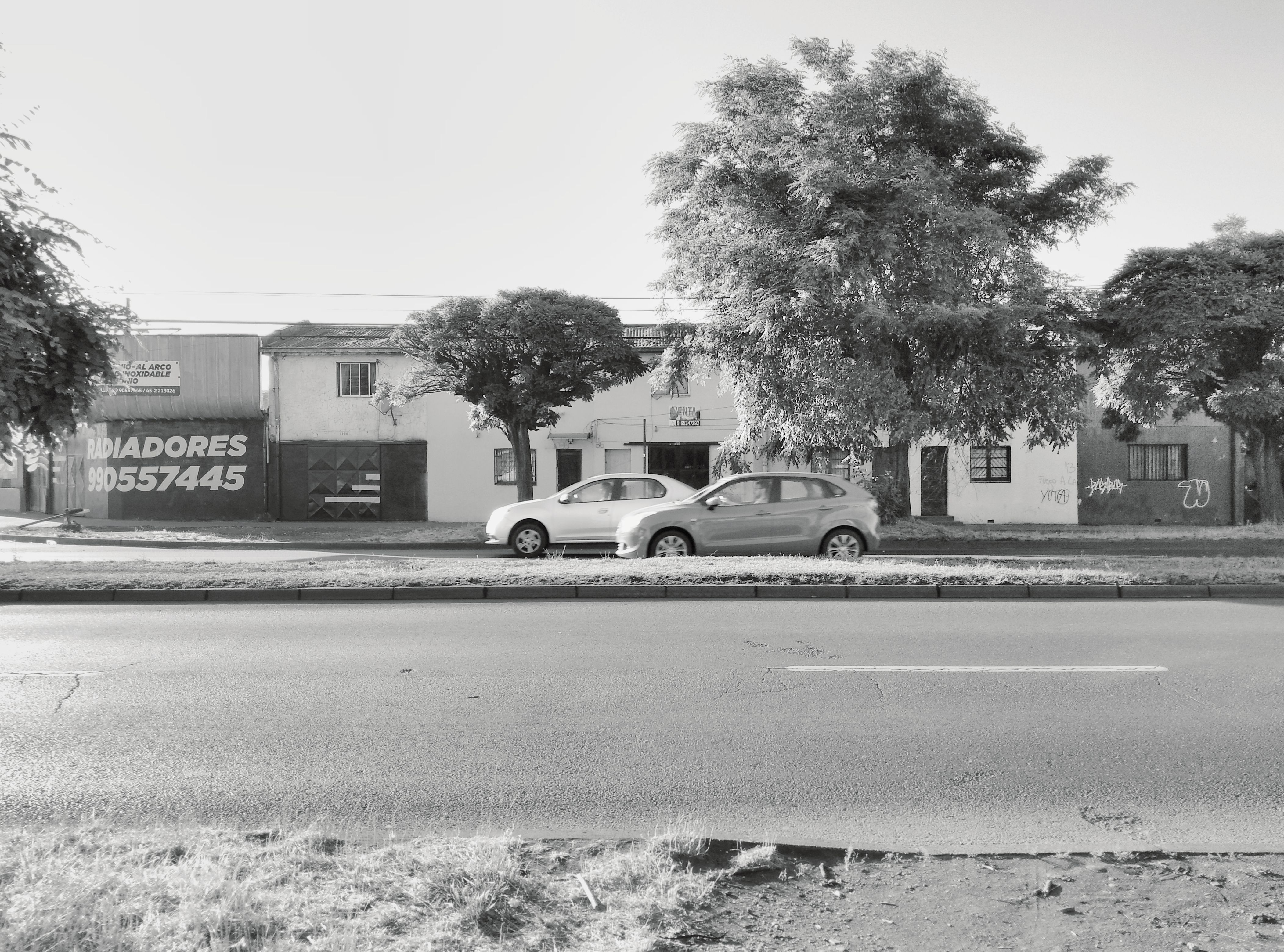
La avenida Caupolicán, donde es el límite entre Pueblo Nuevo y el macrosector Centro.

### Macrosectores limítrofes
Pueblo Nuevo limita con los siguientes macrosectores:
|                  |             |                               |
| Oeste: Ñielol    |             | Este: Costanera del Cautín    |
| Suroeste: Centro | Sur: Centro | Sureste: Costanera del Cautín |

## Demografía
| 26 043     | 23 662 |
| (Fuente: ) |        |

## Urbanismo

### Barrios
Los barrios de Pueblo Nuevo son:
- Alborada.
- Aurora.
- Casa de Máquinas.
- Cooperativa Ferroviaria.
- Don Rosauro II.
- El Esfuerzo.
- Endesa.
- Estación (compartido con el macrosector Centro).[7]
- Evaristo Marín.
- Ferroparque.[8]
- Ferroviario.
- Gabriela Mistral.
- Juanita Aguirre.
- La Portada.
- Las Mariposas.
- Litvanyi.
- Lomas de Temuco
- Los Cántaros.
- Los Copihues.
- Los Nogales.
- Los Trapiales.
- Maestranza.
- Magisterio.
- Manuel Rodríguez.
- Nahuelbuta.
- Parque Alcántara.
- Parque Alihuén.
- Parque Don Rosauro.
- Parque Oriente.[9]
- Perwitz.
- Plaza Club.[1]
- Porvenir.
- Santa Carolina.
- Unión Porvenir.
- Valle de Asturias.
- Villa Central.
- Vista Golf.[10]
- Vista Ñielol.[11]
- Vista Volcán.

### Áreas verdes

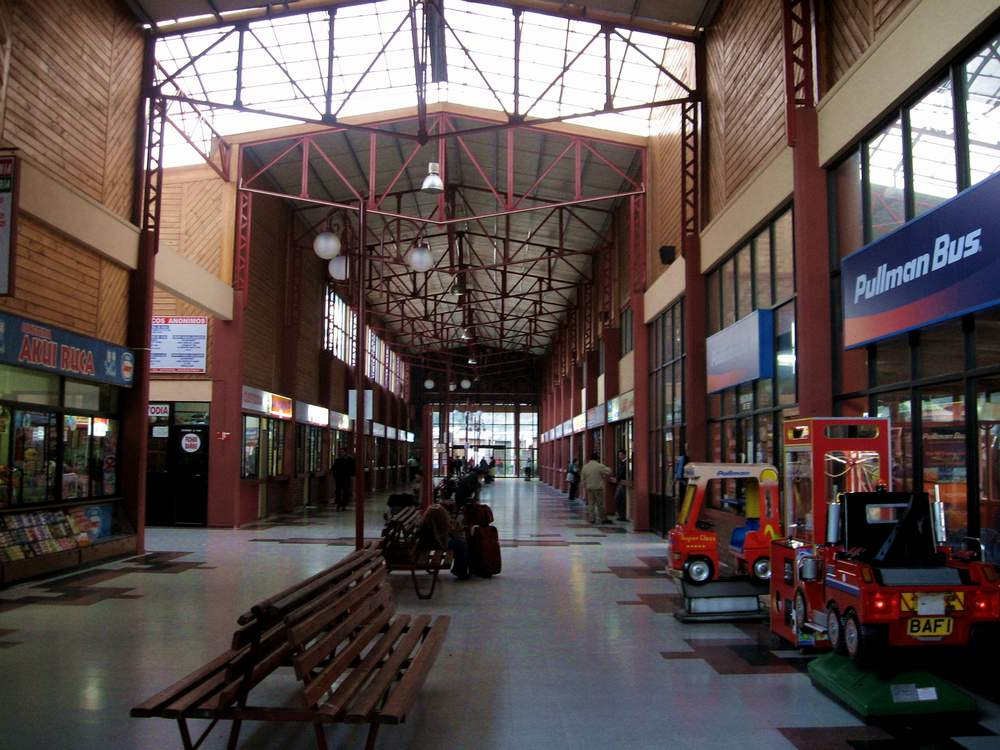
Rodoviario de La Araucanía, terminal de autobuses interurbanos de Pueblo Nuevo.

- Bandejón Pinto.[1]
- Country Club.[10]

## Transporte

### Autobuses urbanos
- Línea 1A: Cajón-Altos de Maipo.[12][13]
- Línea 1B: Cajón-Labranza.[12][13]
- Línea 1C: Cajón-Labranza.[12][13]
- Línea 1D: Cajón-Amanecer.[12][13]
- Línea 2A: Camino a Cajón-Santa Elena de Maipo.[14][15]
- Línea 2B: Camino a Cajón-Labranza.[14][15]
- Línea 2C: Camino a Cajón-Labranza.[14][15]
- Línea 2D: Camino a Cajón-Universidad de La Frontera.[14][15]
- Línea 4A: Camino a Labranza-Vista Volcán.[16][17]
- Línea 4B: Camino a Labranza-Cajón.[16][17]
- Línea 6A: Villa Los Ríos-El Carmen.[18][19]
- Línea 6B: Villa Los Ríos-Chivilcán.[18][19]
- Línea 6C: Villa Los Ríos-Quepe.[20]
- Línea 7A: El Carmen-Cajón.[21][22]
- Línea 7B: El Carmen-Campus San Juan Pablo II.[21][22]
- Línea 9B: El Carmen-Parque Alcántara.[23][24]
- Línea 9C: Portal San Francisco-Los Trapiales.[23][24]
- Línea 9D: El Carmen-Los Trapiales.[23][24]
- Línea 66A: Pillanlelbún-Quepe.[25][26]

#### Línea 10A
Hasta el lunes, 9 de mayo de 2022, la línea 10A pasaba por Pueblo Nuevo y llegaba hasta el campus San Juan Pablo II de la Universidad Católica de Temuco, pero el recorrido fue eliminado porque, según la empresa que tenía a su cargo la licitación, faltaba personal que manejara los autobuses.

### Taxis colectivos
- Línea 11P: Portal de La Frontera-Rodoviario de La Araucanía.[29][30]
- Línea 17: Pueblo Nuevo-Villa Caupolicán.[31][32]
- Línea 17A: Pueblo Nuevo-El Carmen.[31][32]
- Línea 20: Chivilcán-Parque Costanera 2.[33][34]
- Línea 111 Altamira: Rodoviario de La Araucanía-Altamira.[35][36]
- Línea 111 Los Pablos: Rodoviario de La Araucanía-Los Pablos.[35][36]
- Línea 111 Pehuén: Rodoviario de La Arucanía-Parque Pehuén.[35][36]

### Metrotren Araucanía
El Metrotren Araucanía es un proyecto de ferrocarril que, en un principio, uniría la ciudad de Temuco con la comuna de Gorbea. El tramo entre las estaciones Temuco y Gorbea fue anunciado el 3 de septiembre de 2019 por el Gobierno de Chile, pero el 11 de junio de 2021, se sumaron dos paradas al trazado, ubicadas al norte de la estación Temuco, en el límite de los macrosectores Pueblo Nuevo y Costanera del Cautín. Dichas estaciones eran:
| Estación     | Ubicación                                                | Entorno                                                                                  |
| ------------ | -------------------------------------------------------- | ---------------------------------------------------------------------------------------- |
| Vista Volcán | Avenida Barros Arana, esquina de calle Nevado Lonquimay. | Barrio Vista Volcán. Supermercado El Trébol Límite con macrosector Costanera del Cautín. |
| Huérfanos    | Avenida Barros Arana, esquina de calle Huingan.          | Barrio Don Rosauro II. Límite con macrosector Costanera del Cautín.                      |

Se había planeado la entrada en funcionamiento de la primera etapa, entre Vista Volcán y Padre Las Casas 2, para agosto de 2022; sin embargo, en mayo de 2022, el alcalde de Padre Las Casas, Mario González, reconoció que el proyecto había quedado en punto muerto en el Ministerio de Desarrollo Social (Mideso), y que debía partir desde cero con dineros de la Empresa de los Ferrocarriles del Estado (EFE). Esta situación implicaba que, en ese momento, solamente se consideraban dos estaciones en el trazado: Temuco y Padre Las Casas 2, quedando suspendida la construcción del resto de las paradas anunciadas anteriormente, incluidas las ubicadas en el límite de Pueblo Nuevo y Costanera del Cautín.

## Comercio
En Pueblo Nuevo, se encuentra el Barrio Gastronómico Ñielol, una iniciativa de diferentes locales de comida tradicional chilena, nacida en 2015. Está ubicado en las cercanías del cerro Ñielol, con las calles General Cruz, General Mackenna, Manuel Antonio Matta y Tucapel, y la avenida Caupolicán com o ejes principales.
Entre 2010 y 2014, cuando el límite sur del macrosector llegaba hasta la avenida Balmaceda, poseía un área comercial en la zona de la feria Pinto, que, actualmente, es parte del Centro de Temuco.

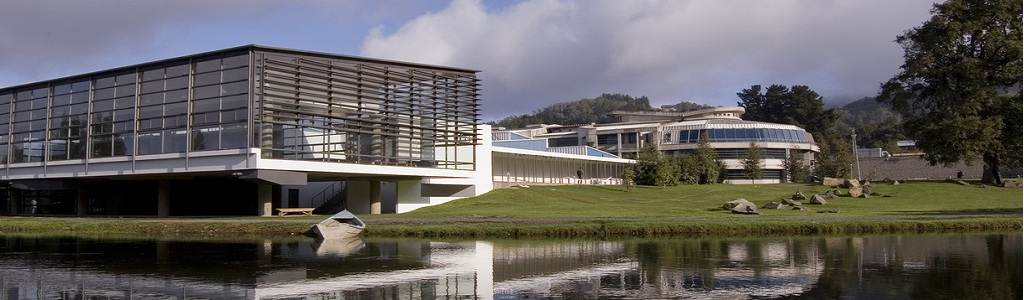
Campus San Juan Pablo II de la Universidad Católica de Temuco.

## Educación
- Universidad Católica de Temuco:
- Campus Doctor Luis Rivas del Canto.[41]

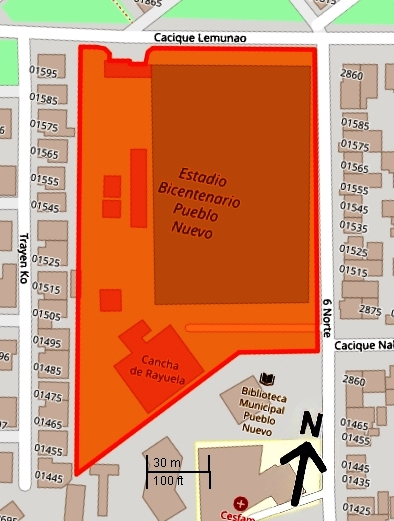
Plano de entorno del estadio Pueblo Nuevo.

- Campus San Juan Pablo II.[42]
- Liceo Politécnico Pueblo Nuevo.[43]

## Deportes

### Estadio Pueblo Nuevo
El estadio Pueblo Nuevo es un recinto deportivo que cuenta con campo de fútbol de pasto sintético, gradas para el público, y camarines, además de una cancha de rayuela. En él, se realizan competiciones deportivas de diversas organizaciones y clubes deportivos. También, se llevan a cabo talleres organizados por la Municipalidad de Temuco. Está ubicado en la calle Cacique Lemunao, a la altura del 2750.

### Otros recintos deportivos

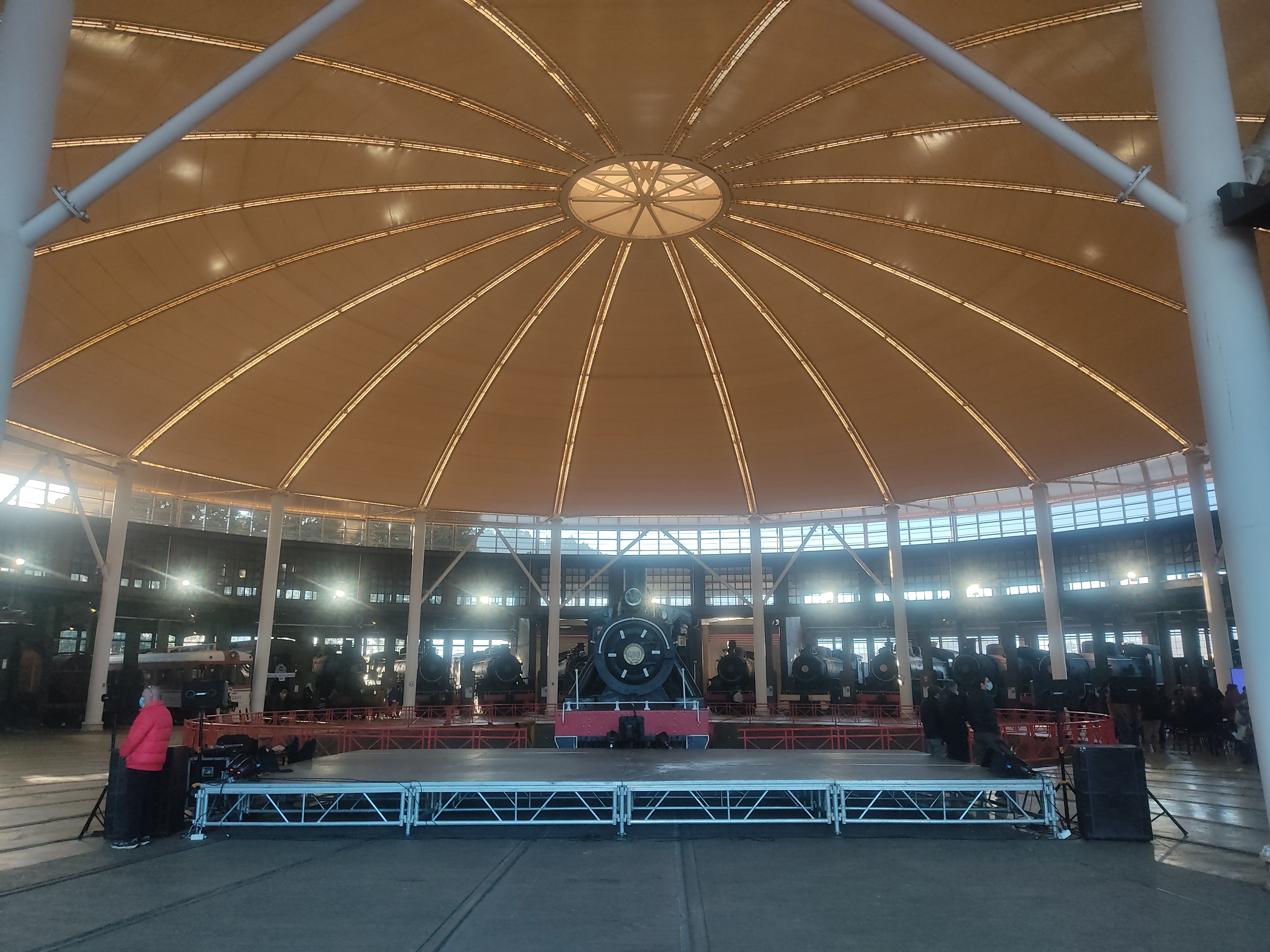
Casa de máquinas del museo ferroviario de Temuco.

- Campo de deportes Ñielol.[1]

## Seguridad
- Quinta Compañía de Bomberos.[1]